# Georg Siegmund
Georg Siegmund (* 25. Juni 1903 in Raumnitz, Landkreis Glatz, Provinz Schlesien; † 4. Juni 1989 in Fulda) war ein deutscher römisch-katholischer Theologe und Philosoph.

## Leben
Siegmund studierte Katholische Theologie, Biologie und Medizin und wurde 1927 an der Universität Breslau mit der Dissertation „Die Lehre vom Individuationsprinzip bei Suarez“ zum Dr. phil. promoviert. Am 15. Juli 1927 wurde er in der Kapelle des Priesterseminars in Weidenau für das Erzbistum Prag, zu dem sein Geburtsort gehörte, zum Priester geweiht. Danach war er bis 1929 Kaplan in Ludwigsdorf und an der Stadtpfarrkirche in Glatz. Anschließend wirkte er bis 1945 als Studienrat in Neisse, Oppeln und Brieg. Bereits 1934 hatte er in Breslau mit der Dissertation „Der natürliche Gottesglaube. Psychologische Untersuchungen zu seiner Entwicklung und seinem Aufbau“ zum Dr. theol. promoviert. Bei Kriegsende 1945 floh er von Neisse in die Grafschaft Glatz und meldete sich beim Großdechanten Franz Monse zur seelsorglichen Verwendung. Im März 1946 wurde er aus Ullersdorf nach Westdeutschland ausgesiedelt.
Von 1946 bis 1970 lehrte Siegmund an der Philosophisch-Theologischen Hochschule Fulda. Er war Herausgeber und Schriftleiter der Zeitschrift Philosophisches Jahrbuch. Papst Paul VI. ernannte ihn 1963 zum Päpstlichen Geheimkämmerer. 1982 wurde er Mitglied der Päpstlichen Akademie für Theologie. Sein Buch „Nietzsche, der Atheist und Antichrist“ war im nationalistischen Dritten Reich verboten und konnte erst 1946 wieder erscheinen. 1949 versuchte er eine Neubegründung des teleologischen Gottesbeweises. In seiner Naturphilosophie war er von Hans Driesch und Hedwig Conrad-Martius geprägt.
Siegmund war Herausgeber des umstrittenen Buches „Anneliese Michel und ihre Dämonen“ von Felicitas Goodman und schrieb auch das wohlwollende Nachwort. Anneliese Michel starb nach den 67 ausgeführten Exorzismen. Die Eltern und die beiden ausführenden Exorzisten Ernst Alt und Arnold Renz wurden wegen fahrlässiger Tötung jeweils zu sechsmonatigen Haftstrafen verurteilt, die auf drei Jahre zur Bewährung ausgesetzt wurden. In seinem Nachwort bezeichnete Siegmund die Urteile als hart. Er verstieg sich zur medizinischen Beurteilung eines Falles von Anorexia nervosa, den er ohne weitere Details als Fehldiagnose ablehnte und kritisierte, dass Michel mit Psychopharmaka behandelt wurde. Ganz ausdrücklich bedauerte er, dass in der heutigen Welt der Glaube an die reale Existenz des Teufels zurückgehe und sogar in kirchlichen Kreisen lächerlich gemacht werde.

## Schriften (Auswahl)
- Der kranke Mensch, Medizinische Anthropologie. Fulda 1951, OCLC 782007639.
- Der Mensch in seinem Dasein. Freiburg im Breisgau 1953, OCLC 997457102.
- Tier und Mensch. Frankfurt am Main 1958, OCLC 463213178.
- Der Glaube des Urmenschen. Bern 1962, OCLC 442463400.
- Nietzsches Kunde vom Tode Gottes. Berlin 1964, OCLC 720243774.
- Gott in Sicht? Aschaffenburg 1966, OCLC 456308846.
- Die Welt als Gottes Spur. Buxheim 1980, ISBN 3786500665.
- Gottesglaube und seelische Gesundheit. Leutesdorf 1984, ISBN 3779408988.